# Eduardo Buruchaga
Eduardo Mario Jesús Buruchaga (Concordia, 29 de septiembre de 1988) es un futbolista argentino que se desempeña como lateral izquierdo y su último club fue Berazategui de la Primera C de Argentina.

## Biografía
Realizó divisiones inferiores en Banfield. Luego en el 2004 paso por Sportivo Las Heras de Concordia pero su debut lo hizo en Libertad, de la misma ciudad, en 2006. A lo largo de su carrera pasó por diversos clubes de Argentina, como Salto Grande, Atlético Colegiales -ambos de Concordia-, Gimnasia y Tiro de Salta, Sarmiendo de La Banda, Unión Güemes, Central Norte, Juventud Unida de Gualeguaychú y entre otros.
En el año 2020 fichó para Berazategui de la Primera C de Argentina.

### Clubes
| Libertad (C) Argentina | 5.ª                 | 2006                | ?    | ?   | -  | - | - | - | ?    | ?   | ?    |
| Libertad (C) Argentina | 6.ª                 | 2007                | ?    | ?   | -  | - | - | - | ?    | ?   | ?    |
| Libertad (C) Argentina | 6.ª                 | 2008                | ?    | ?   | -  | - | - | - | ?    | ?   | ?    |
| Libertad (C) Argentina | Total club          | Total club          | ?    | ?   | -  | - | - | - | ?    | ?   | ?    |
| Salto Grande Argentina | 5.ª                 | 2009                | ?    | ?   | -  | - | - | - | ?    | ?   | ?    |
| Salto Grande Argentina | Total club          | Total club          | ?    | ?   | -  | - | - | - | ?    | ?   | ?    |
| Colegiales (C) Argentina | 4.ª                 | 2009-10             | 32   | 1   | -  | - | - | - | 32   | 1   | 0.03 |
| Colegiales (C) Argentina | Total club          | Total club          | 32   | 1   | -  | - | - | - | 32   | 1   | 0.03 |
| Gimnasia y Tiro Argentina | 4.ª                 | 2010-11             | 22   | 1   | -  | - | - | - | 22   | 1   | 0.05 |
| Gimnasia y Tiro Argentina | 3.ª                 | 2011-12             | 23   | 0   | 2  | 0 | - | - | 25   | 0   | 0    |
| Gimnasia y Tiro Argentina | 4.ª                 | 2020                | 7    | 0   | -  | - | - | - | 7    | 0   | 0    |
| Gimnasia y Tiro Argentina | Total club          | Total club          | 52   | 1   | 2  | 0 | - | - | 54   | 1   | 0.02 |
| Sarmiento (LB) Argentina | 4.ª                 | 2012-13             | 29   | 3   | 3  | 0 | - | - | 32   | 3   | 0.09 |
| Sarmiento (LB) Argentina | Total club          | Total club          | 29   | 3   | 3  | 0 | - | - | 32   | 3   | 0.09 |
| Unión Güemes Argentina | 4.ª                 | 2013-14             | 8    | 0   | 1  | 0 | - | - | 9    | 0   | 0    |
| Unión Güemes Argentina | Total club          | Total club          | 8    | 0   | 1  | 0 | - | - | 9    | 0   | 0    |
| Central Norte (S) Argentina | 4.ª                 | 2014                | 67   | 0   | -  | - | - | - | 67   | 0   | 0    |
| Central Norte (S) Argentina | 4.ª                 | 2015                | 67   | 0   | -  | - | - | - | 67   | 0   | 0    |
| Central Norte (S) Argentina | 4.ª                 | 2016                | 67   | 0   | 2  | 0 | - | - | 69   | 0   | 0    |
| Central Norte (S) Argentina | 4.ª                 | 2019                | 67   | 0   | -  | - | - | - | 69   | 0   | 0    |
| Central Norte (S) Argentina | Total club          | Total club          | 67   | 0   | 2  | 0 | - | - | 69   | 0   | 0    |
| Quilmes Argentina | 1.ª                 | 2016-17             | 0    | 0   | 1  | 0 | - | - | 1    | 0   | 0    |
| Quilmes Argentina | Total club          | Total club          | 0    | 0   | 1  | 0 | - | - | 1    | 0   | 0    |
| Deportivo Madryn Argentina | 3.ª                 | 2017-18             | 15   | 1   | -  | - | - | - | 15   | 1   | 0.07 |
| Deportivo Madryn Argentina | Total club          | Total club          | 15   | 1   | -  | - | - | - | 15   | 1   | 0.07 |
| Juventud Antoniana Argentina | 3.ª                 | 2018-19             | 4    | 0   | 1  | 0 | - | - | 5    | 0   | 0    |
| Juventud Antoniana Argentina | 3.ª                 | 2023                | 11   | 1   | -  | - | - | - | 11   | 1   | 0.09 |
| Juventud Antoniana Argentina | Total club          | Total club          | 15   | 1   | 1  | 0 | - | - | 16   | 1   | 0.06 |
| Juventud Unida (G) Argentina | 3.ª                 | 2019-20             | 5    | 0   | -  | - | - | - | 5    | 0   | 0    |
| Juventud Unida (G) Argentina | Total club          | Total club          | 5    | 0   | -  | - | - | - | 5    | 0   | 0    |
| Berazategui Argentina | 4.ª                 | 2020                | 5    | 0   | -  | - | - | - | 5    | 0   | 0    |
| Berazategui Argentina | 4.ª                 | 2021                | 35   | 2   | -  | - | - | - | 35   | 2   | 0.06 |
| Berazategui Argentina | 4.ª                 | 2022                | 37   | 2   | -  | - | - | - | 37   | 2   | 0.05 |
| Berazategui Argentina | Total club          | Total club          | 77   | 4   | -  | - | - | - | 77   | 4   | 0.05 |
| Villa San Antonio Argentina | 4.ª                 | 2023-24             | 6    | 0   | -  | - | - | - | 6    | 0   | 0    |
| Villa San Antonio Argentina | Total club          | Total club          | 6    | 0   | -  | - | - | - | 6    | 0   | 0    |
| Total en su carrera | Total en su carrera | Total en su carrera | +306 | +11 | 10 | 0 | - | - | +316 | +11 | ?    |
| (1) Las copas nacionales se refiere a la Copa Argentina. (2) Las copas internacionales se refiere a la Copa Libertadores y a la Copa Sudamericana. (3) Media de goles por encuentro. No incluye goles en partidos amistosos. |                     |                     |      |     |    |   |   |   |      |     |      |

## Palmarés

### Campeonatos nacionales
| Título                  | Club          | País      | Año  |
| ----------------------- | ------------- | --------- | ---- |
| Torneo Regional Amateur | Central Norte | Argentina | 2019 |
| Torneo Clausura         | Berazategui   | Argentina | 2021 |